# Towarzystwo Krzewienia Kultury Świeckiej
Towarzystwo Krzewienia Kultury Świeckiej (TKKŚ) – stowarzyszenie powstałe w 1969 roku z połączenia Stowarzyszenia Ateistów i Wolnomyślicieli oraz Towarzystwa Szkoły Świeckiej (oba założone w 1957), mające na celu propagowanie i umacnianie kultury świeckiej. Współpracowało blisko m.in. z Centralnym Ośrodkiem Doskonalenia Kadr Laickich.

## Zadania
Celami towarzystwa były m.in.:
- „umacnianie patriotycznej jedności wierzących i niewierzących”
- „upowszechnianie socjalistycznych obyczajów i obrzędów związanych z życiem: osobistym, zawodowym, społecznym w celu nadania im świeckiej formy”
- „upowszechnianie marksistowskiego światopoglądu i religioznawstwa”
- „krzewienie zasad socjalistycznej moralności”
- „współpraca w kształtowaniu świeckiej osobowości młodzieży”
- „rozwój przekonań i postaw współczesnego człowieka – wolnego od mitów i złudzeń religijnych, walczącego aktywnie o zwycięstwo ideałów socjalistycznego humanizmu”
- „pogłębianie ogólnodemokratycznych, laickich zasad współżycia społecznego: zasady prywatności religii, rozdziału Kościoła od instytucji świeckich, wolności sumienia i wyznania oraz tolerancji"
- „propagowanie «socjalistycznego stylu i jakości życia»”

## Formy działania
Towarzystwo realizowało swoje zadania z pomocą licznych lektorów i działaczy. Funkcjonowali oni m.in. w ramach:
- „Stałych punktów odczytowych” w zakładach pracy
- „Uniwersytetów Powszechnych dla Rodziców” przy szkołach, przedszkolach i zakładach pracy
- „Kół Młodych Racjonalistów” w szkołach podstawowych i jednostkach wojskowych
- „Klubów Myśli Świeckiej” w ośrodkach akademickich
- „podyplomowych studiów etyczno-religioznawczych” w szkołach wyższych
- „Klubów Kultury Świeckiej” w środowiskach młodzieży robotniczej
- „Młodzieżowych Uniwersytetów Kultury Świeckiej” w środowiskach młodzieży wiejskiej
- „poradni przedmałżeńskich” przy urzędach stanu cywilnego
- kursów, seminariów, sympozjów, konferencji, prelekcji, odczytów, spotkań autorskich itp.

## Działalność wydawnicza

### Czasopisma
Towarzystwo wydawało tygodnik Argumenty, dwutygodniki Fakty i Myśli oraz Wychowanie, miesięcznik Rodzina i Szkoła, dwumiesięcznik Człowiek i Światopogląd (powstał na bazie pisma Zeszyty Argumentów), a także kwartalnik Biuletyn Informacyjny

### Wydawnictwa zwarte (lista niepełna)
1970:
- Jerzy Gotchold, Państwo - Kościół - laicyzacja. Poradnik bibliograficzny z zakresu problematyki wyznaniowej, Towarzystwo Krzewienia Kultury Świeckiej, Warszawa 1970.
- Władysław Leszczyński, O niektórych problemach adaptacji katolicyzmu do kultury laickiej (materiały szkoleniowe), Warszawa: Towarzystwo Krzewienia Kultury Świeckiej, Centralny Ośrodek Doskonalenia Kadr Laickich, 1970.
- Ireneusz Łaski, Bibliografia czasopiśmienniczych publikacji polskich dotyczących etyki zawodowej 1945–1969, Towarzystwo Krzewienia Kultury Świeckiej, Warszawa 1970.
- Mieczysław Michalik, Stosunek do pracy i własności społecznej jako problem moralny, Towarzystwo Krzewienia Kultury Świeckiej, Warszawa 1970.
- Problemy etyki marksistowskiej. Wybór tekstów, Towarzystwo Krzewienia Kultury Świeckiej, Warszawa 1970.
- Problemy wychowania społeczno-moralnego i resocjalizacji w twórczości i działalności A. Makarenki, Towarzystwo Krzewienia Kultury Świeckiej, Warszawa 1970.
- Rodzina w poglądach Makarenki, Towarzystwo Krzewienia Kultury Świeckiej, Warszawa 1970.
- Edmund Staszyński, Leninowska koncepcja oświaty i wychowania (materiały szkoleniowe), Towarzystwo Krzewienia Kultury Świeckiej, Warszawa 1970.
- Henryk Swienko, Religia - kultura - cywilizacja. Materiały do bibliografii. Publikacje polskie z lat 1945–1967, Towarzystwo Krzewienia Kultury Świeckiej, Warszawa 1970.

1971:
- Józef Borgosz, Bunt młodzieży na Zachodzie. Geneza, charakter, ideały, Towarzystwo Krzewienia Kultury Świeckiej, Warszawa 1971.
- Maria Bronikowska, Bibliografia prac A. Makarenki i prac o Makarence wydanych w Polsce w latach 1946–1969, Towarzystwo Krzewienia Kultury Świeckiej, Centralny Ośrodek Doskonalenia Kadr Laickich, Warszawa 1971.
- Tadeusz Hudyga, Episkopat i Watykan a polskie Ziemie Zachodnie i Północne w latach 1945–1950, Towarzystwo Krzewienia Kultury Świeckiej, Centralny Ośrodek Doskonalenia Kadr Laickich, Warszawa 1971.
- Henryk Jankowski, Moralność jako forma świadomości społecznej, Towarzystwo Krzewienia Kultury Świeckiej, Warszawa 1971.
- Ignacy Krasicki, Ku czemu zmierza Watykan?, Towarzystwo Krzewienia Kultury Świeckiej, Centralny Ośrodek Doskonalenia Kadr Laickich, Warszawa 1971.
- Kazimierz Królikowski, Kościół w Ameryce Łacińskiej wobec problemów społecznych i politycznych, Towarzystwo Krzewienia Kultury Świeckiej, Warszawa 1971.
- Bożena Krzywobłocka, Chrześcijańska demokracja w Polsce, Towarzystwo Krzewienia Kultury Świeckiej, Warszawa 1971.
- Laicyzacja - świadomość - wychowanie w myśli leninowskiej. Materiały sesji naukowej, Towarzystwo Krzewienia Kultury Świeckiej, Warszawa 1971.
- Roman Masny, Kwestia robotnicza w doktrynie społecznej Kościoła katolickiego, Towarzystwo Krzewienia Kultury Świeckiej, Warszawa 1971.

1972:
- Ignacy Krasicki, Formy kryzysu Kościoła posoborowego, Towarzystwo Krzewienia Kultury Świeckiej, Warszawa 1972.
- Wiesław Mysłek, Zmiany w polityce Watykanu wobec socjalizmu oraz w kierunkach działalności Kościoła katolickiego w Polsce, Towarzystwo Krzewienia Kultury Świeckiej, Warszawa 1972.
- Zbigniew Ogonowski, Arianizm w Polsce, Towarzystwo Krzewienia Kultury Świeckiej, Warszawa 1972.
- Tadeusz Płużański, Myśl katolicka a cywilizacja współczesna, Towarzystwo Krzewienia Kultury Świeckiej, Warszawa 1972.
- Michał Teofil Staszewski, Płaszczyzny normalizacji stosunków wyznaniowych w państwie socjalistycznym, Towarzystwo Krzewienia Kultury Świeckiej, Warszawa 1972.
- Szkice o moralności społeczeństwa socjalistycznego, Towarzystwo Krzewienia Kultury Świeckiej, Centralny Ośrodek Doskonalenia Kadr Laickich, Warszawa 1972.
- Czesław Żerosławski, Ideologiczne aspekty jedności politycznej wierzących i niewierzących, Warszawa: Towarzystwo Krzewienia Kultury Świeckiej, 1972.

1973:
- Zdzisław Cackowski, Pojęcie moralności, Towarzystwo Krzewienia Kultury Świeckiej, Warszawa 1973.
- Halina Maślińska, Etyka w ZSRR. Wybrane problemy, Towarzystwo Krzewienia Kultury Świeckiej, Centralny Ośrodek Doskonalenia Kadr Laickich, Warszawa 1973.
- Religioznawstwo w ZSRR. Wybrane problemy, Towarzystwo Krzewienia Kultury Świeckiej, Warszawa 1973.

1974:
- Bronisław Gołębiowski, Przemiany moralne w Polsce Ludowej. Stenogram wykładu, TKKŚ, Centralny Ośrodek Doskonalenia Kadr Laickich, Warszawa 1974.
- Kiejstut Roman Szymański, Czynniki ideowo-moralne w zakładzie przemysłowym, TKKŚ, Centralny Ośrodek Doskonalenia Kadr Laickich, Warszawa 1974.
- Tadeusz Toczek, Walka postępowego nauczyciela z klerykalizmem o charakter polskiego szkolnictwa i oświaty, TKKŚ, Warszawa 1974.
- Świeckie obrzędy i obyczaje, TKKŚ 1974 (ss. 74).

1975:
- Ludwik Jagiellak, Socjalistyczne obyczaje i obrzędy w zakładzie pracy, TKKŚ, Centralny Ośrodek Doskonalenia Kadr Laickich, Warszawa 1975.
- Kulturotwórcza rola klasy robotniczej. Wybór tekstów, TKKŚ, Centralny Ośrodek Doskonalenia Kadr Laickich, Warszawa 1975.
- Stanisław Markiewicz, Problemy rozdziału Kościoła od państwa w RFN, TKKŚ, Centralny Ośrodek Doskonalenia Kadr Laickich, Warszawa 1975.

1976:
- Jan Krzysztof Harasymowicz, Katolicka doktryna społeczna w świetle encyklik, TKKŚ, Centralny Ośrodek Doskonalenia Kadr Laickich, Warszawa 1976.
- Poradnik lektora, TKKŚ, Centralny Ośrodek Doskonalenia Kadr Laickich, Warszawa 1976.
- Prasa o młodzieży. Wybór tekstów z lat 1972–1974, TKKŚ, Centralny Ośrodek Doskonalenia Kadr Laickich, Warszawa 1976.

1977:
- Jerzy Feliks Godlewski, Realizacja zasady wolności sumienia w PRL a jej funkcjonowanie w krajach kapitalistycznych, TKKŚ, Centralny Ośrodek Doskonalenia Kadr Laickich, Warszawa 1977.
- Henryk Swienko, Polska bibliografia religioznawcza 1945–1975. Socjologia i psychologia religii i religijności, TKKŚ, Centralny Ośrodek Doskonalenia Kadr Laickich, Warszawa 1977.

1978:
- Józef Grudzień, Główne tendencje w pojmowaniu wiary we współczesnym kościele rzymskokatolickim, Centralny Ośrodek Doskonalenia Kadr Laickich, TKKŚ, Warszawa 1978.
- Antoni Klinger, Humanizm i kultura świecka, TKKŚ, Międzywojewódzki Ośrodek Doskonalenia Kadr Laickich, Wrocław 1978.
- Świeckie tradycje etyki polskiej, TKKŚ Toruń 1978.

1981:
- Edward Ciupak, Socjologia religii, Instytut Wydawniczy Związków Zawodowych, Towarzystwo Krzewienia Kultury Świeckiej, Centralny Ośrodek Doskonalenia Kadr Laickich, Warszawa 1981.
- Zenon Kawecki, Światopogląd maturzystów, TKKŚ, Warszawa 1981.

1983:
- Roman Wójcicki, Pedagogiczno-metodyczne aspekty działalności odczytowej lektora TKKŚ, TKKŚ, Centralny Ośrodek Doskonalenia Kadr Laickich, Warszawa 1983.

1987:
- Stanisław Krawcewicz, Rozważania nad etyką zawodu nauczyciela, Instytut Wydawniczy Związków Zawodowych, Centralny Ośrodek Doskonalenia Kadr Laickich, Towarzystwo Krzewienia Kultury Świeckiej, Warszawa 1987.
- Antoni Michalak, Tradycje i współczesność polskiej obrzędowości pogrzebowej, TKKŚ, Łódź 1987.

1989:
- Andrzej Nowicki, Kazimierz Łyszczyński 1634-1689, TKKŚ, Łódź 1989.

## Towarzystwo Kultury Świeckiej
Po przemianach ustrojowych w 1989 liczebność członków towarzystwa znacząco zmniejszyła się i utraciło ono państwowy patronat. W 1992 na bazie struktur TKKŚ powstało Towarzystwo Kultury Świeckiej znane następnie jako Towarzystwo Kultury Świeckiej im. Tadeusza Kotarbińskiego.